# Paola Testa
Paola Testa (Lecco, 27 de maio de 1969) é uma ex-corredora italiana de longa distância e corredora de cross-country que competiu em nível sênior individual no Campeonato Mundial de Atletismo (1996).